# Урсберг
Урсберг (нім. Ursberg) — громада в Німеччині, знаходиться в землі Баварія. Підпорядковується адміністративному округу Швабія. Входить до складу району Гюнцбург.
Площа — 25,42 км2. Населення становить 3256 ос. (станом на 31 грудня 2020).